# 長野県道503号斑尾大川線
長野県道503号斑尾大川線（ながのけんどう503ごう まだらおおおかわせん）は、長野県飯山市を走る一般県道。

## 概要

### 路線データ
- 起点：飯山市飯山（大川入口バス停付近、長野県道97号飯山斑尾新井線交点）
- 終点：飯山市旭（大川バス停付近、国道292号交点）

## 交差・接続する道路
- 長野県道97号飯山斑尾新井線 - 飯山市飯山（起点）
- 国道292号 - 飯山市旭（終点）